# Joscho Stephan
Joscho Stephan (Mönchengladbach, Németország, 1979. június 23. –) virtuóz német dzsesszgitáros, akinek stílusára főleg Django Reinhardt hatott. 

## Életpályája
Édesapja egy helyi zenekarban játszott és Joscho is hat éves korában kezdte a gitározást. Joscho Stephant különösen virtuóz akusztikus gitárosként tartják számon, aki a cigány dzsessz modorában játszik. 
Bemutatkozó CD-jét 2000 júliusában az amerikai Guitar Player magazin a hónap albumának nevezte. 2004 májusában az  Acoustic Guitar magazin azt írta róla, hogy ő képviseli a cigány dzsesszgitározás hagyományának jövőjét.
Nevezetes felvételei között van a Hey Joe és a Sweet Georgie Brown.

## Diszkográfiája
- 1999: Swinging Strings
- 2001: Swing News
- 2003: Django Forever
- 2006: Acoustic Live
- 2007: Joscho Stephan − Live In Concert (DVD) (Vendég: Richard Smith gitáros)
- 2010: Django Nuevo
- 2011: Gypsy Meets Jazz Olivier Hollanddal
- 2012: Gypsy meets the Klezmer Helmut Eisellel
- 2014: Acoustic Rhythm
- 2014: Joscho Stephan Trio Live
- 2021: Sundowner Peter Autschbachhal

## Külső hivatkozások
- Joscho Stephan's official website
- Acoustic Guitar magazine Archiválva 2012. szeptember 17-i dátummal a Wayback Machine-ben
- Album review
- Interview (in German)